# Micoletzkya dryocoeti
Micoletzkya dryocoeti är en rundmaskart. Micoletzkya dryocoeti ingår i släktet Micoletzkya och familjen Diplogasteridae. Inga underarter finns listade i Catalogue of Life.